# 脂肪鈣化
脂肪鈣化是脂肪細胞壞死的一種結果。當脂肪細胞被消化酶破壞，令細胞質內的血鈣流出，然後會令剩下的脂肪細胞組織鈣化。
乳癌患者又或曾利用自體脂肪進行隆胸手術後可能會出現脂肪鈣化，但相反的有脂肪鈣化並不代表一定有乳癌，因為基於脂肪的鈣化和基於乳癌的鈣化在醫學影像造影時會呈現出不同的分佈模式。

## 參看
- 脂肪壞死（英语：Fat necrosis）

## 外部連結
- Fat Necrosis of the breast （页面存档备份，存于）